# 安尼巴萊·貝爾貢佐利

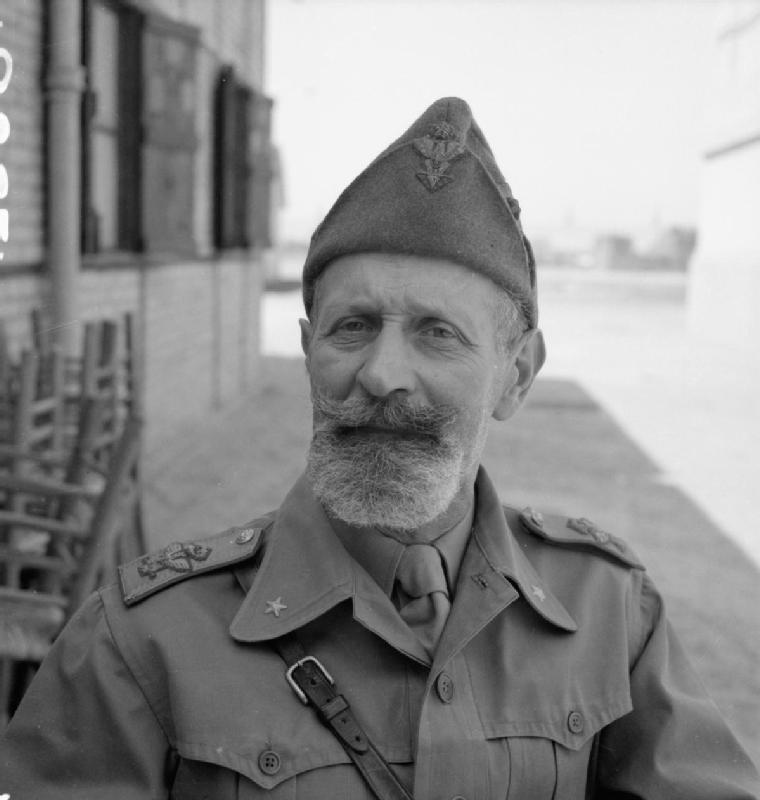
安尼巴莱·贝尔贡佐利

安尼巴莱·贝尔贡佐利（義大利語：Annibale Bergonzoli，1884年11月1日—1973年7月31日），意大利军官。最高军衔为陆军中将。他也以绰号“电胡须”（barba elettrica）而为人所知。
贝尔贡佐利出生在意大利的坎诺比奥。1906年加入意大利皇家军队，进入摩德纳军事学院学习。
他曾参加过第一次世界大战、西班牙内战以及第二次世界大战。1940年，他是驻守利比亚Bardia的指挥官。在1941年的罗盘行动中，意大利军队在Beda Fomm遭受毁灭性打击，他向澳大利亚军队投降，作为战俘，先后被关押在印度和美国。1947年获释归国。1947年退役，回到家乡。